# Système éducatif en Iran
L'éducation en Iran est une discipline très ancienne, puisqu'elle était déjà pratiquée sous les Achéménides. Un système d'éducation nationale moderne a émergé en Iran dans les années 1920 et 1930, sous l'influence de la dynastie Pahlavi. À cette période, les établissements religieux, qui étaient majoritaires auparavant, ont vu leur nombre diminuer au profit des écoles gouvernementales à tous les niveaux. L'éducation de masse s'est répandue en Iran à partir ce moment, tout en se poursuivant sous la République islamique. En 2004, l'Iran compte plus de 2,2 millions d'étudiants à l'université dont plus de la moitié sont des femmes. Le taux d'alphabétisation en 2011 est de 91,0%.

## Histoire de l'éducation en Iran

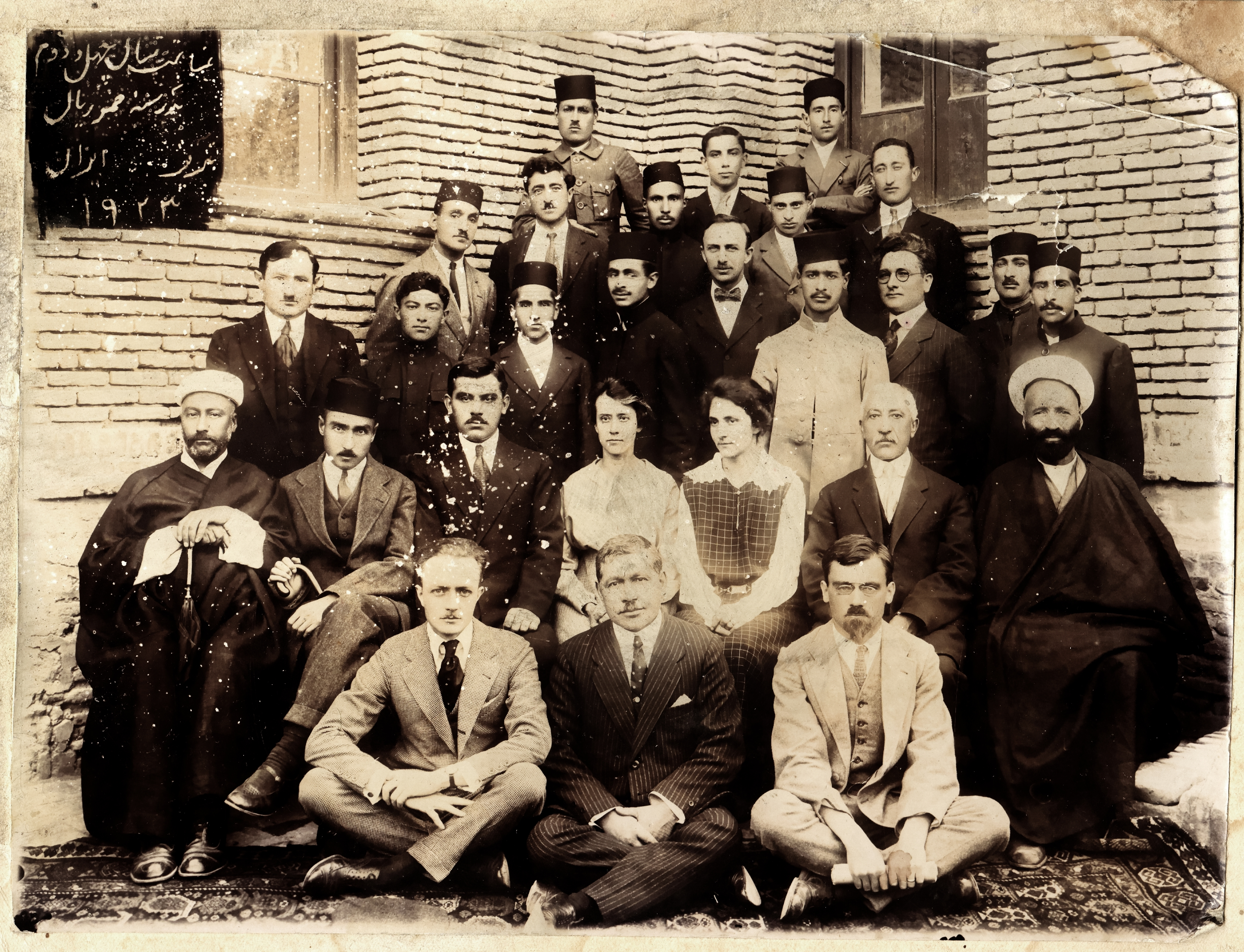
Tabriz Memorial High School, en 1923

## Système éducatif actuel

### Éducation primaire et secondaire
Un programme pré-primaire non obligatoire d’une durée d’un an est dispensé pour les enfants de cinq ans.
L’éducation primaire (dabestan) commence à l’âge de six ans et dure cinq ans. L’éducation secondaire de base, également connue sous le nom de cycle d’orientation (dawra’i-rahnama’ii tahsili), englobe la sixième à la huitième année.
Le cycle d’orientation sert à déterminer les aptitudes à suivre des études générales ou professionnelles/techniques au niveau de l’éducation secondaire supérieure (dabirestan), qui est constituée d’un cycle de trois ans et n’est ni obligatoire ni gratuite. Les études secondaires supérieures sont subdivisées en trois filières : théorique, technique/professionnelle et pratique, elles-mêmes subdivisées en diverses spécialités. Le programme du cycle d'orientation est donnée dans le tableau suivant : 
| Matières                                       | Nombres hebdomadaire d'heures d'enseignement par année | Nombres hebdomadaire d'heures d'enseignement par année | Nombres hebdomadaire d'heures d'enseignement par année |
| Matières                                       | 6e                                                     | 7e                                                     | 8e                                                     |
| Persan et littérature perse                    | 5                                                      | 5                                                      | 5                                                      |
| Mathématiques                                  | 5                                                      | 4                                                      | 4                                                      |
| Sciences naturelles                            | 4                                                      | 4                                                      | 4                                                      |
| Éducation religieuse                           | 2                                                      | 2                                                      | 2                                                      |
| Histoire                                       | 1                                                      | 1                                                      | 1                                                      |
| Géographie                                     | 1                                                      | 1                                                      | 1                                                      |
| Arabe                                          | 2                                                      | 2                                                      | 2                                                      |
| Sciences sociales                              | 1                                                      | 1                                                      | 1                                                      |
| Arts                                           | 2                                                      | 1                                                      | 1                                                      |
| Éducation technique/professionnelle            | 3                                                      | 3                                                      | 3                                                      |
| Langue vivante étrangère                       | -                                                      | 4                                                      | 4                                                      |
| Préparation militaire (pour garçons seulement) | -                                                      | -                                                      | 1                                                      |
| Étude du Coran                                 | 2                                                      | 2                                                      | 2                                                      |
| Total                                          | 28                                                     | 30                                                     | 31                                                     |
| Source : World Education Services, 2004        |                                                        |                                                        |                                                        |

6 % environ des établissements d’éducation secondaire supérieure sont des établissements privés, qui suivent le même programme que les écoles publiques et doivent se conformer aux directives du ministère de l'éducation, même si leurs dépense sont payées par les frais de scolarité des élèves.

### Éducation supérieure

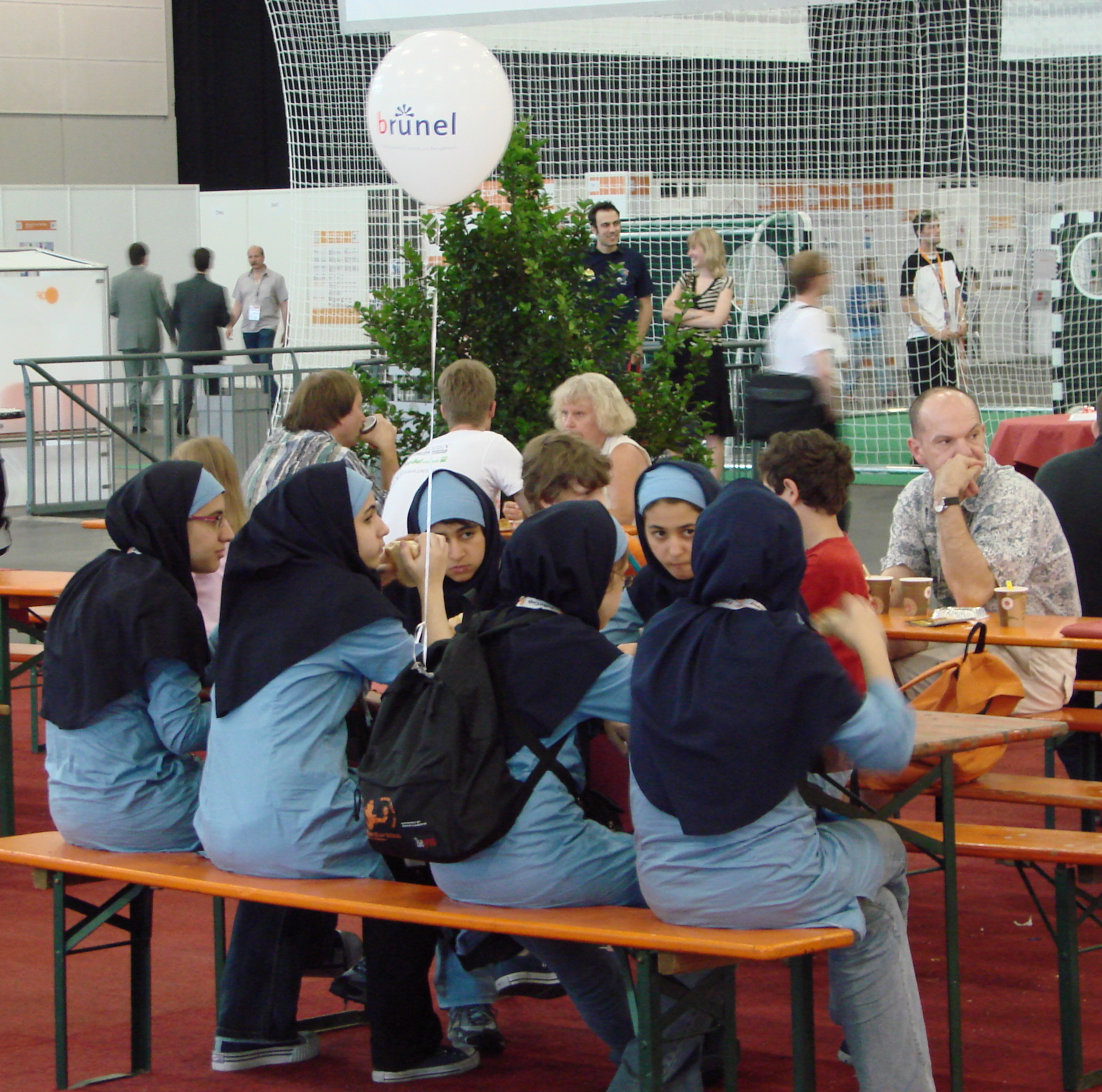
Lycéennes iraniennes lors de Robocup 2006 à Brême.

L’éducation supérieure est assurée par les universités, les universités technologiques, les universités de médecine, les établissements d’enseignement professionnel, les collèges et les centres de formation des professeurs, et des établissements privés. Les conditions requises pour l’accès à l’éducation supérieure sont d'avoir achevé les études secondaires supérieures et le programme d’un an de préparation à l’université et de réussir l’examen national d’entrée à l’Université. Les études supérieures délivrent plusieurs diplômes : Fogh-Diplom ou Kardani (équivalent à un Grade de technicien supérieur) pour deux ans d'études supérieures, Karshenasi (également connu sous le nom de licence), sanctionnant 4 ans d'études supérieures. Deux ans après la licence, la Fogh Licence (maîtrise). Un examen d'entrée permet ensuite aux étudiants de commencer un programme doctoral.
En 2004, l'Iran comptait plus de 2,2 millions d'étudiants à l'université. L'Iran a actuellement 54 universités d'État, et 42 écoles médicales d'État. Il existe également 289 universités privées.
Un des plus illustres exemples de l'excellence de l'enseignement supérieur iranien est la mathématicienne iranienne Maryam Mirzakhani, formée à l'université technologique Sharif à Téhéran, qui est la première femme au monde lauréate de la médaille Fields en août 2014.

## Détection des enfants précoces
Le gouvernement de la république islamique a mis en place un ensemble d'écoles destinées aux enfants précoces. Les candidats sont identifiés assez tôt par leurs résultats et les rapports de l'école, puis sont transférés dans des écoles dédiées, après accord de leurs parents. Leurs professeurs sont des professeurs d'université et toutes leurs dépenses scolaires sont prises en charge par l'état. Ils ont également plus de facilités pour partir étudier à l'étranger. En échange, on attend d'eux qu'ils retournent en Iran pour être au service de la nation pour un nombre d'années fixé.

## Établissements célèbres
- Université de Téhéran
- Dar-ol Fonoun
- Lycée Shahid Motahari
- Lycée Alborz
- Adab High School, Ispahan
- Lycée Firouz Bahram
- Lycée Nikan
- Memorial High School, Tabriz